# Microchirita micromusa
Microchirita micromusa là một loài thực vật có hoa trong họ Tai voi (Gesneriaceae). Loài này có ở Thái Lan (Nakhon Nayok); được B.L.Burtt mô tả khoa học đầu tiên năm 1960 dưới danh pháp Chirita micromusa. Năm 2011, A.Weber & D.J.Middleton chuyển nó sang chi Microchirita.